# Avenue de la Division-Leclerc (Aubervilliers, Bobigny et Pantin)
Pour les articles homonymes, voir Avenue de la Division-Leclerc.
L'avenue de la Division-Leclerc, est l'une des artères principales de Bobigny, et est située également à Aubervilliers et Pantin.

## Situation et accès
Elle est prolongée par une voie éponyme à l'ouest, à Pantin puis à Aubervilliers, et à l'est par la rue de la République à Bobigny.

## Origine du nom

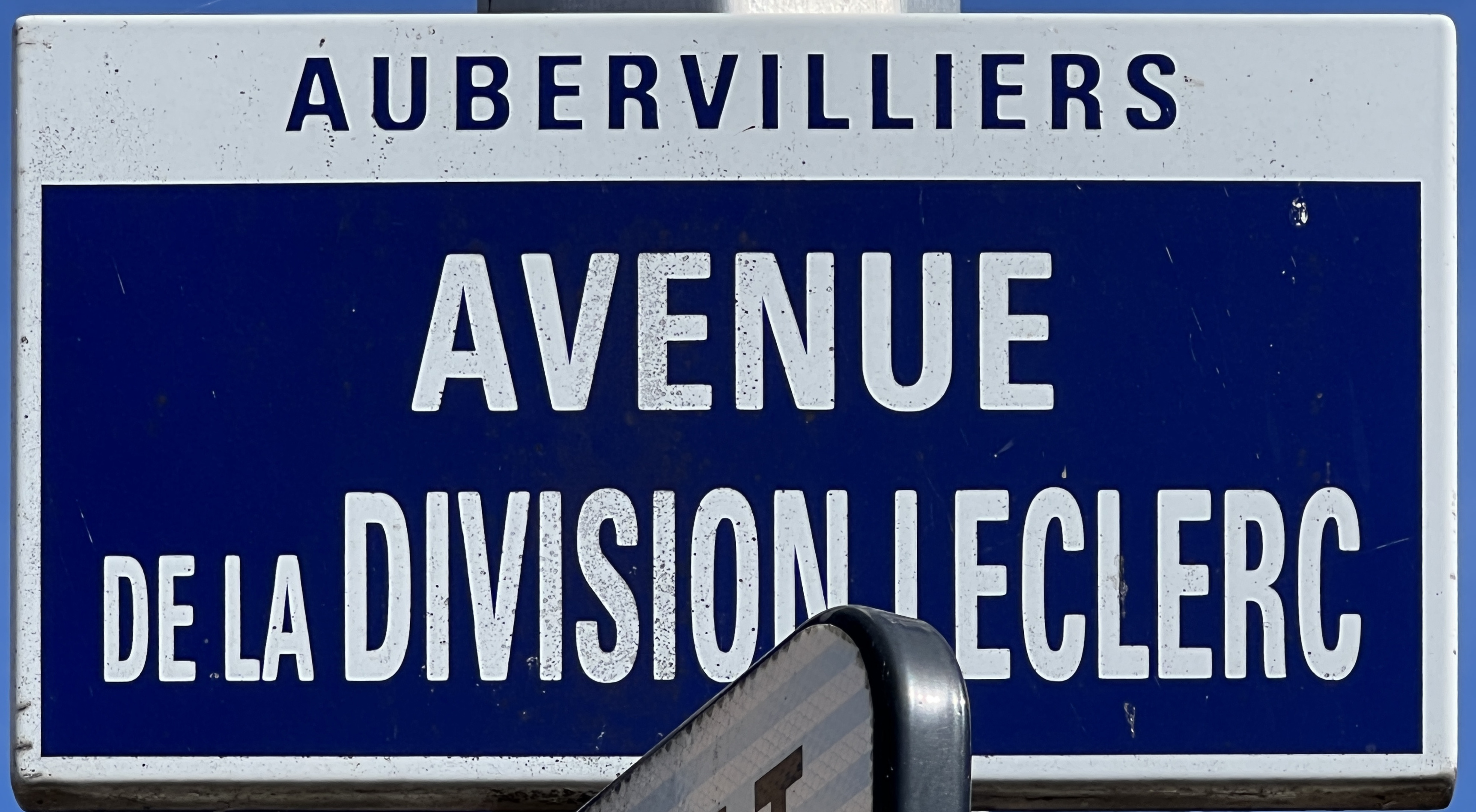
Plaque de l'avenue à Aubervilliers.
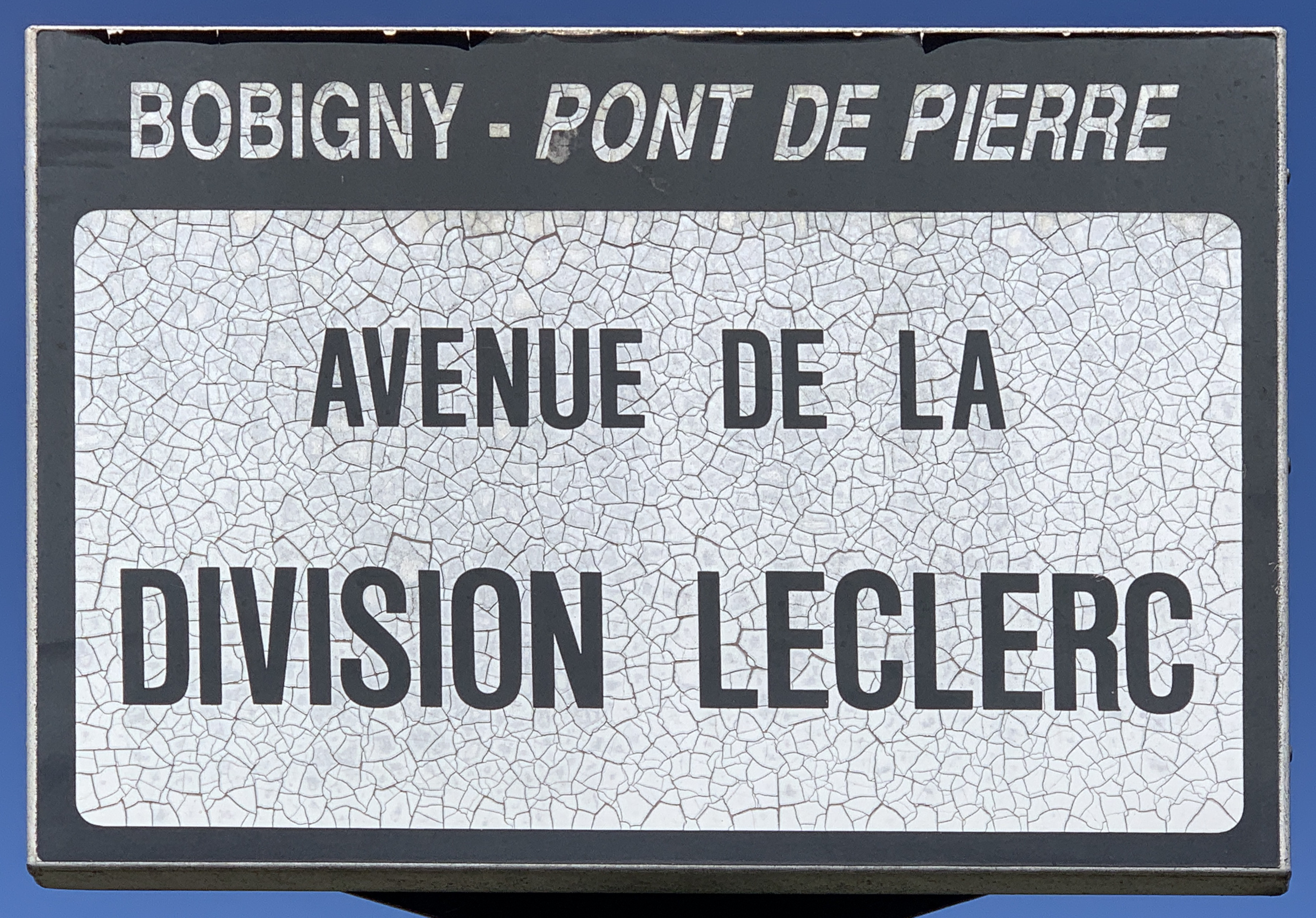
Plaque de l'avenue à Bobigny.
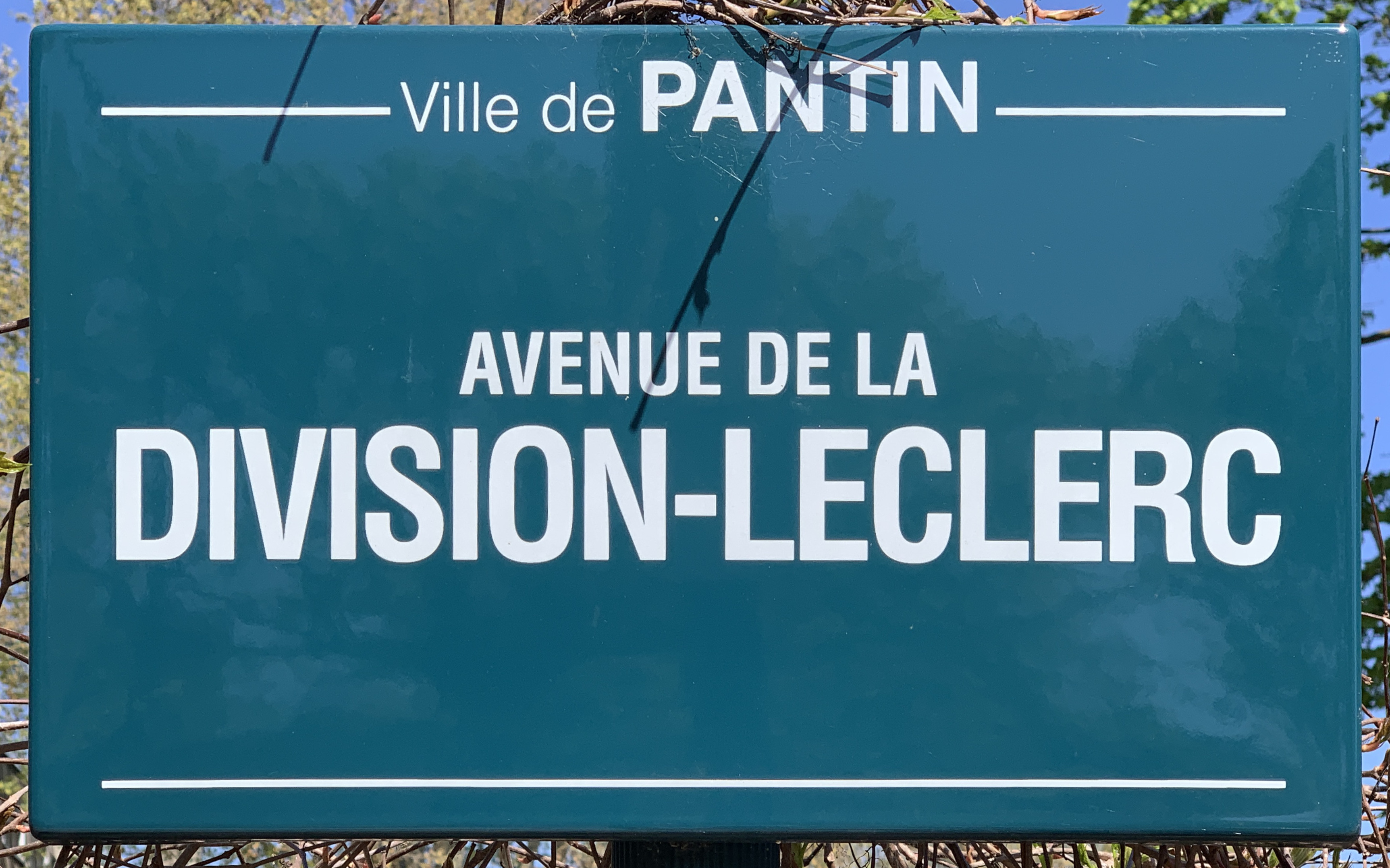
Plaque de l'avenue à Pantin.

Le nom de cette avenue rend hommage à la 2e division blindée, unité de la 1re armée française de l'arme blindée et cavalerie créée pendant la Seconde Guerre mondiale par le général Leclerc.

## Historique
Cette avenue fait partie de l'ancien chemin de Saint-Denis à Bondy, dont le tracé est aujourd'hui suivi par la route départementale 27.
Elle a aussi été appelée route d'Aubervilliers à Bobigny.

## Bâtiments remarquables et lieux de mémoire
- Cimetière parisien de Pantin, mis en service en 1886.
- Fort d'Aubervilliers, construit en 1843.
- Les Courtillières, cité HLM réalisée par l'architecte Émile Aillaud[4].
- Parc interdépartemental des sports[5].